# Levinus Wilhelmus Christiaan Keuchenius

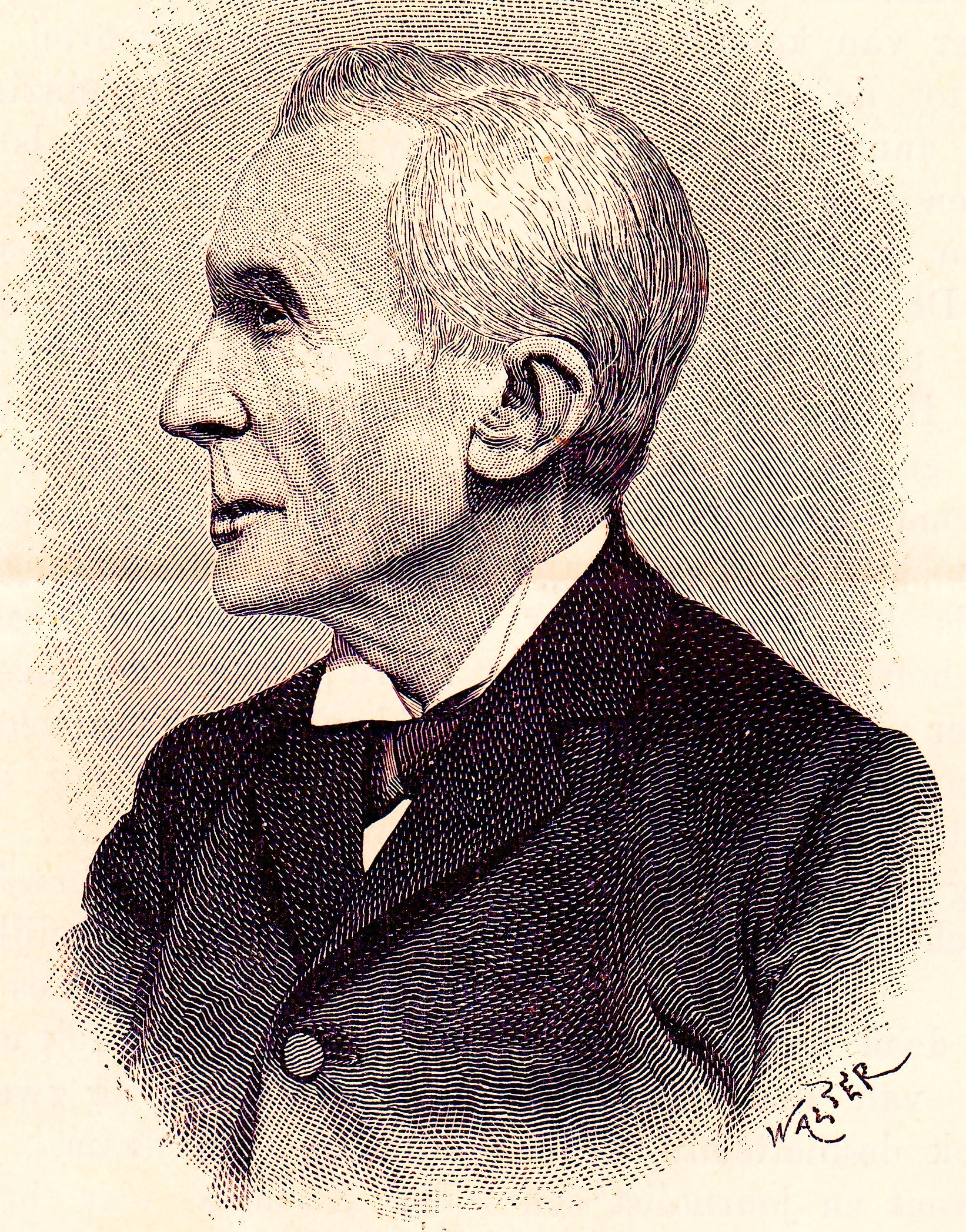
Levinus Wilhelmus Christiaan Keuchenius (1893)

Levinus Wilhelmus Christiaan Keuchenius (* 21. Oktober 1822 in Batavia, Niederländisch-Indien; † 17. Dezember 1893 in Den Haag) war ein niederländischer Jurist, Ministerialbeamter und Politiker der Anti-Revolutionaire Partij (ARP), der nach einer Laufbahn als Jurist in Niederländisch-Indien und als Generalsekretär im Kolonialministerium 1866 Mitglied der Zweiten Kammer der Generalstaaten wurde. Kurz darauf führte der von ihm initiierte Misstrauensantrag gegen den damaligen Kolonialminister Pieter Mijer zu einem Vertrauensverlust zwischen der Regierung und den Generalstaaten, nachdem sich Mijer, wenngleich verfassungskonform als amtierender Kolonialminister selbst für das Amt des Generalgouverneurs von Niederländisch-Indien vorgeschlagen hatte. Die als Mijer-Frage (Kwestie-Mijer) bekannt gewordene Krise führte letztlich zur Einführung der sogenannten Vertrauensregel (Vertrouwensregel), die den Rücktritt eines Regierungsmitglieds vorsah, falls dieses nicht mehr das Vertrauen einer Kammer der Generalstaaten hatte.
Innerhalb der ARP gehörte er zu den treuen Anhängern von Guillaume Groen van Prinsterer, einem der Vorkämpfer der Ideen dieser 1879 gegründeten Partei. Zwischen 1888 und 1890 fungierte er als Minister für die Kolonien im Kabinett von Ministerpräsident Æneas Mackay. Seine Haltung als fanatischer Befürworter des besonderen Unterrichts in den Kolonien führte letztlich dazu, dass die liberale Mehrheit in der Ersten Kammer der Generalstaaten am 17. Februar 1890 seinen Rücktritt als Minister erreichte und Ministerpräsident Mackay selbst das Amt des Kolonialministers übernahm.

## Leben

### Studium, Tätigkeiten in Niederländisch-Indien und Generalsekretär des Kolonialministeriums
Keuchenius, dessen Vater Guillaume Adriaan Keuchenius Verwaltungsbeamter in Niederländisch-Indien war, begann nach dem Besuch der J. Lagerwey-Internatsschule in Geertruidenberg am 16. April 1839 ein Studium in den Fächern Römisches Recht und Recht der Niederlande an der Hochschule zu Leiden, das er am 23. Juni 1842 abschloss. Zugleich erfolgte dort seine Promotion zum Doktor der Rechte mit einer Dissertation. Anschließend nahm er eine Tätigkeit als Rechtsanwalt sowie später als Staatsanwalt in Surabaya auf, die er 1844 beendete. Danach war er zwischen dem 20. Januar 1845 und dem 19. Dezember 1845 als Beamter und danach vom 19. Dezember 1845 bis Februar 1846 als Bevollmächtigter sowie zuletzt zwischen Februar 1846 und März 1848 als Hauptbevollmächtigter beim Generalstaatsanwalt von Surabaya tätig.
Nachdem er zwischen dem 3. März 1848 und dem 1. März 1850 Richter am Obergericht (Raad van Justitie) von Batavia war, wurde er am 1. März 1850 Generalstaatsanwalt am Obersten Gerichtshof von Niederländisch-Indien (Hooggerechtshof van Nederlands-Indië) in Batavia und war dort bis zum 1. Dezember 1851 tätig. Anschließend wurde er selbst Richter an diesem Obersten Gerichtshof, dem er bis zum 1. Oktober 1854 angehörte.
Anschließend fungierte Keuchenius zwischen dem 1. Oktober 1854 und dem 1. Juni 1859 als Generalsekretär des Ministeriums für die Kolonien. Als höchster Beamter in diesem Ministerium war er in dieser Zeit einer der engsten Berater der damaligen Kolonialminister Charles Ferdinand Pahud, Pieter Mijer sowie zuletzt von Jan Jacob Rochussen. Für seine langjährigen Verdienste wurde ihm im Mai 1855 das Ritterkreuz des Orden vom Niederländischen Löwen verliehen.
Nach Beendigung dieser Tätigkeit wurde er am 10. Juni 1859 Mitglied des Rates von Niederländisch-Indien (Raad van Nederlandsch-Indië) und fungierte dort als ältestes Mitglied zeitweise vorläufig bis zum 5. April 1865 als Vize-Vorsitzender dieses zentralen Verwaltungsorgans der niederländischen Kolonie. Anschließend befand er sich seit April 1865 aus gesundheitlichen Gründen in den Niederlanden.

### Abgeordneter, Mijer-Frage und Rückkehr nach Niederländisch-Indien

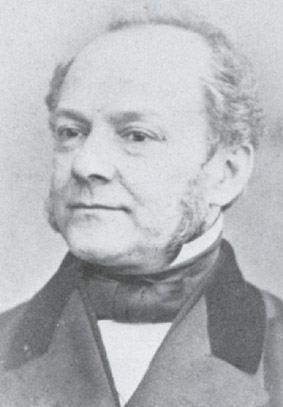
Gegen den damaligen Kolonialminister Pieter Mijer stellte Keuchenius 1866 einen Misstrauensantrag, nachdem sich dieser selbst für das Amt des Generalgouverneurs von Niederländisch-Indien vorgeschlagen hatte

Am 8. August 1866 wurde Keuchenius erstmals Mitglied der Zweiten Kammer der Generalstaaten und vertrat dort zunächst bis zum 1. Oktober 1866 den Wahlkreis Arnhem.
Kurz darauf führte der von ihm initiierte Misstrauensantrag gegen den damaligen Kolonialminister Pieter Mijer zu einem Vertrauensverlust zwischen der Regierung und den Generalstaaten, nachdem sich Mijer, wenngleich verfassungskonform als amtierender Kolonialminister selbst für das Amt des Generalgouverneurs von Niederländisch-Indien vorgeschlagen hatte. Die Regierung vertrat dabei die Ansicht, dass die letztlich vom König auf Vorschlag des Kolonialministers vorgenommene Ernennung des Generalgouverneurs nicht vom Parlament zu behandeln sei. Die als Mijer-Frage (Kwestie-Mijer) bekannt gewordene Krise führte allerdings schließlich zur Einführung der sogenannten Vertrauensregel (Vertrouwensregel), die den Rücktritt eines Regierungsmitglieds vorsah, falls dieses nicht mehr das Vertrauen einer Kammer der Generalstaaten hatte.
Nachdem er kurz danach wieder aus dem Parlament ausgeschieden war, arbeitete Keuchenius zuerst seit November 1868 als Redakteur bei der Tageszeitung Nieuw Bataviasch Handelsblad, ehe er am 7. August 1869 wieder eine Tätigkeit als Rechtsanwalt und Anklagevertreter beim Obersten Gerichtshof von Niederländisch-Indien aufnahm und dort bis September 1879 arbeitete.

### Wiederwahl zum Abgeordneten und Kolonialminister

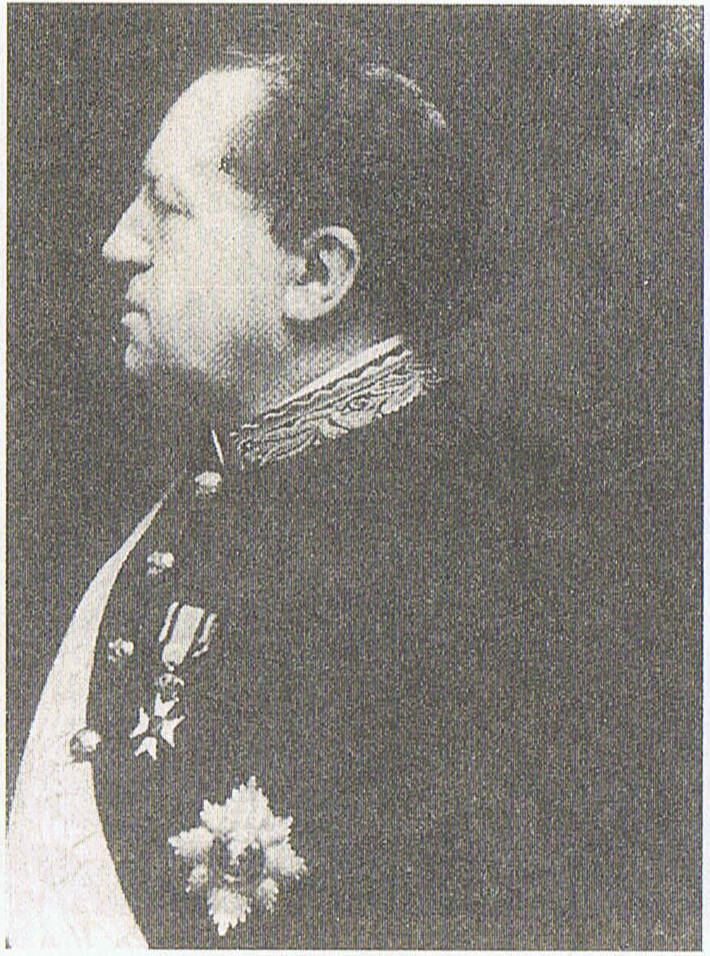
Nach 1879 schloss sich Keuchenius der von Abraham Kuyper gegründeten Anti-Revolutionaire Partij an

Nach seiner Rückkehr in die Niederlande wurde Keuchenius am 6. Oktober 1879 als Vertreter der von Abraham Kuyper neugegründeten Anti-Revolutionaire Partij (ARP) wieder zum Mitglied der Zweiten Kammer der Generalstaaten gewählt, wobei er dieses Mal bis zum 11. Oktober 1884 den Wahlkreis Gorinchem vertrat. Innerhalb der ARP gehörte er zu den treuen Anhängern von Guillaume Groen van Prinsterer, einem der Vorkämpfer der Ideen dieser Partei.
Im Anschluss vertrat er zwischen dem 17. November 1884 und dem 18. Mai 1886 die Interessen des Wahlkreises Middelburg als Mitglied der Zweiten Kammer der Generalstaaten, ehe er vom 14. Juli 1886 bis zum 17. August 1887 sowie erneut zwischen dem 19. September 1887 und dem 27. März 1888 Mitglied der Zweiten Kammer für den Wahlkreis Amersfoort war. Während seiner Parlamentszugehörigkeit war er zwischen September 1883 und September 1887 Vorsitzender der Fraktion der ARP (Antirevolutioneire Kamerclub) in der Zweiten Kammer der Generalstaaten.
Am 20. April 1888 wurde er als Minister für die Kolonien (Minister van Koloniën) in das Kabinett von Ministerpräsident Æneas Mackay dem Jüngeren berufen und bekleidete dieses Ministeramt bis zum 17. Februar 1890. Seine Haltung als fanatischer Befürworter des besonderen Unterrichts in den Kolonien führte letztlich dazu, dass die liberale Mehrheit in der Ersten Kammer der Generalstaaten am 17. Februar 1890 seinen Rücktritt als Minister erreichte und Ministerpräsident Mackay selbst das Amt des Kolonialministers übernahm.
Daraufhin wurde Keuchenius am 26. März 1890 abermals Mitglied der Zweiten Kammer der Generalstaaten und vertrat in dieser nunmehr bis zu seinem Tod am 17. Dezember 1893 den Wahlkreis Goes.

## Hintergrundliteratur
- Guillaume Groen van Prinsterer: Mr. Keuchenius en zijne wederpartijders in 1869: een karakterstudie, Amsterdam, 1869
- Abraham Kuyper: Mr. Levinus Wilhelmus Christiaan Keuchenius, Haarlem, 1895
- R. Reinsma: Keuchenius als tegenhanger van Fransen van de Putte, in: Tijdschrift voor Geschiedenis 74 (1961), S. 194–202
- G.J. Schutte: Keuchenius als minister van Koloniën, in: Th.B.F.M. Brinkel u. a. (Herausgeber): Het kabinet-Mackay, Baarn 1990
- F.L. Rutgers: Levensbericht van mr. L.W.C. Keuchenius, in: Handelingen van de Maatschappij der Nederlandsche Letterkunde, Haarlem 1894–1895, S. 243